# Óscar Molina
Óscar Molina V. (Quito, 1987) es un escritor y periodista ecuatoriano. Ha escrito para publicaciones como Gatopardo , Telemundo, Univisión, Relatto, Mundo Diners, SoHo, CartónPiedra, La Vanguardia, El Espectador y The Clinic Online.
Realizó estudios superiores en la Universidad Pompeu Fabra, donde obtuvo una maestría en creación literaria. Sus escritos periodísticos y columnas de opinión suelen abordar temáticas relacionadas con la diversidad sexual y las poblaciones LGBT ecuatorianas.
A finales de 2023 publicó de la mano de la Editorial Severo el libro Bouquet, en el que reunió crónicas, columnas, reseñas y demás escritos que había publicado a lo largo de los años, entre ellos sobre temas como el Caso Amada y la activista Purita Pelayo. La obra fue mencionada como uno de los libros favoritos del 2023 en un artículo publicado por el diario El Universo, además de recibir una mención de honor del Premio José Peralta a la mejor obra de crónica o periodismo en su edición de 2024.
En 2023 ganó una beca de escritura de la Feria del Libro de Miami y el Miami Dade College.